# 包佶
包佶（?—792年），字幼正。閏州延陵（今江蘇省丹陽市）人。

## 生平
天寶六年（747年）杨护榜進士。累官諫議大夫，大歷年間任度支郎中。大歷十二年（777年），因與元載有交情，貶嶺南。德宗即位，任江州刺史。建中三年（782年）十二月二十日，以江淮盐铁使、太常少卿包佶充任汴东盐铁使。唐德宗移駕奉天后，陳少游奪取包佶负责押送到长安的公款共計八百萬貫。包佶因此命令其子曰：“意欲數代不與陳氏爲婚媾”。為刑部侍郎，改祕書監。晚年以疾辭官，八年五月卒於故里。